# Christoph Ott (Filmproduzent)

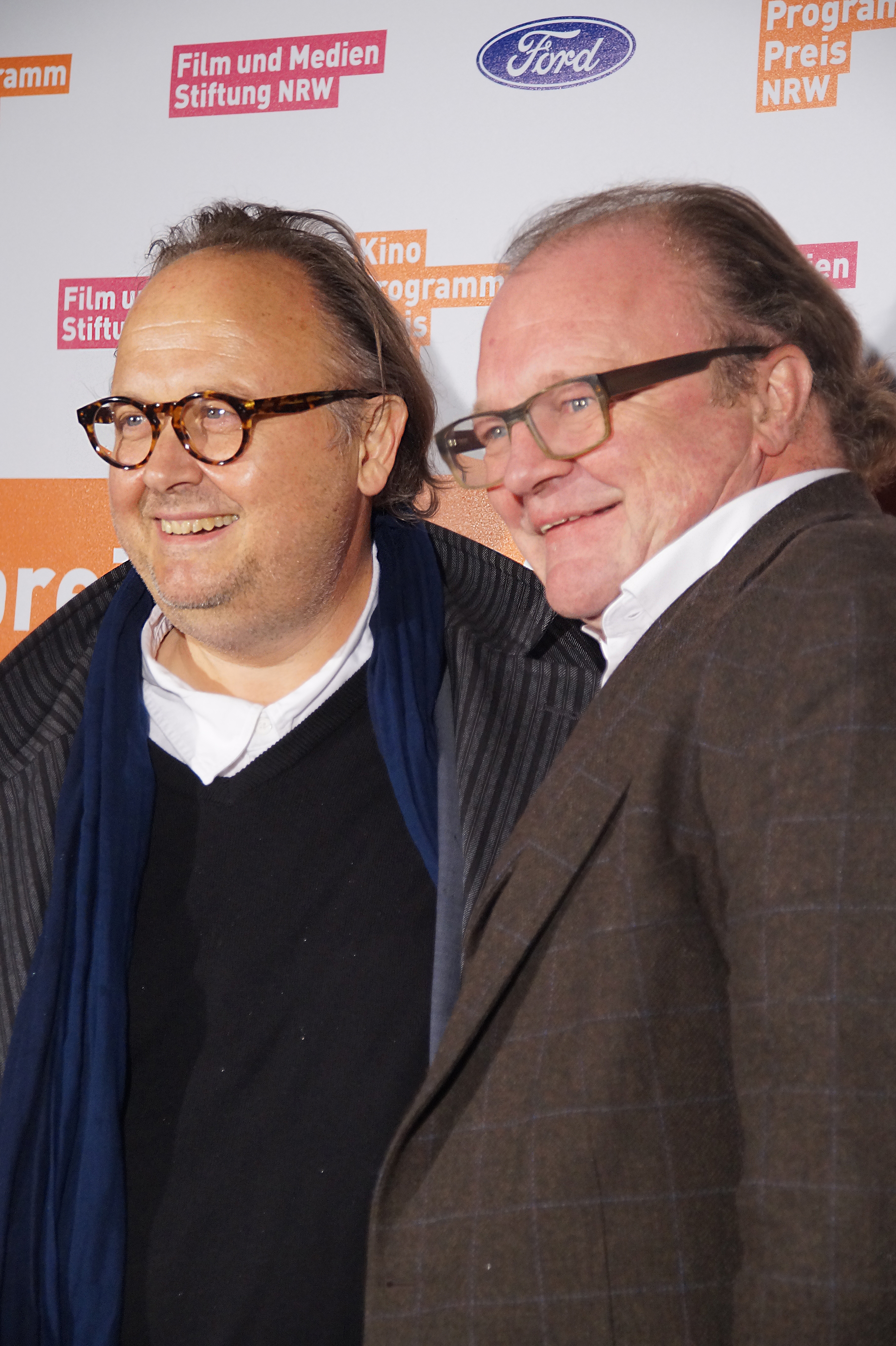
Christoph Ott (l.) mit Produzent Stefan Arndt beim NRW-Kinoprogrammpreis (2016)

Christoph Ott (* 1959 in Karlsruhe) ist ein deutscher Filmproduzent und Filmverleiher.

## Leben
Christoph Ott wurde 1959 in Karlsruhe geboren und wuchs dort auch auf. 1979 erlangte er das Abitur am Bismarck-Gymnasium Karlsruhe. Bereits während der Schule arbeitete er als Kartenabreißer im Kino. Von 1979 bis 1981 absolvierte er eine Ausbildung zum Stahl- und Betonbauer beim Baukonzern Dyckerhoff & Widmann.
Von 1981 bis 1984 war Ott für die Theile FTB Theaterleiter der Programmkinos Pali Darmstadt und Heli Giessen. Im Anschluss war er zwei Jahre Verleihchef des Münchener Cosmos Filmverleihs. Danach war er Verleihchef des Filmwelt Verleihs und dann von 1989 bis 1992 Assistenz des Geschäftsführers des Senator Film Verleih.
Von 1992 bis 1999 war Ott Vice President Distribution & Production bei Buena Vista International. Es folgten zwei Jahre als Vorstand Vertrieb & Marketing bei der Senator Entertainment AG. Parallel betrieb Ott von 2001 bis 2004 den unabhängigen Ottfilm Verleih in Berlin.
2003 wechselte Christoph Ott zur NFP*, wo er zunächst für das Marketing der Kinostarts verantwortlich zeichnete.  Seit dem Jahr 2011 war er zusammen mit Alexander und Stefan Thies Verleihchef der NFP*, die im Januar 2020 Insolvenz anmeldete. Mit seiner Filmwelt Verleihagentur brachte Ott seit dem Jahr 2018 diverse Netflix-Produktionen in die deutschen Kinos, darunter die Filme Roma, Die Geldwäscherei, The King, Marriage Story und The Irishman. Dass Ott mit seinem Verleih gerade Netflix, die sich nicht an die klassischen Kinoverwertungsfenster halten wollten, eine Plattform im Kino bot, sorgte für eine scharf geführte Debatte in der deutschen Kinobranche, in der Ott seine Entscheidung jedoch stets vehement verteidigte: „Ein guter Film gehört ins Kino!“. Seit Ende 2021 betreibt Ott die Filmwelt Verleihagentur gemeinsam mit dem ehemaligen Warner-Bros-Verleihchef Willi Geike.
Seit 1997 war Ott für verschiedene Kinofilme als Co-Produzent oder Produzent verantwortlich. Gelegentlich trat er in kleinen Nebenrollen auch als Schauspieler in Erscheinung.

## Filmografie (Auswahl)
Co-Producer
- 1997: Knockin’ on Heaven’s Door
- 2000: Fandango
- 2013: Lost Place
- 2015: Gespensterjäger – Auf eisiger Spur

Executive Producer
- 2012: Mann tut was Mann kann
- 2015: Bach in Brazil
- 2016: Stadtlandliebe

Producer
- 2017: Happy Burnout

Schauspieler
- 1997: Knockin’ on Heaven’s Door
- 1997: Hunger – Sehnsucht nach Liebe
- 2006: 7 Zwerge – Der Wald ist nicht genug